# 都市と農山漁村の共生・対流
都市と農山漁村の共生・対流（としとのうさんぎょそんのきょうせい・たいりゅう）とは都市と農山漁村を行き交う新たなライフスタイルを広め、都市と農山漁村それぞれに住む人々がお互いの地域の魅力を分かち合い、『人、もの、情報』の行き来を活発にする取組み。
平成14年6月に「経済財政運営と構造改革に関する基本方針2002」（骨太の方針）において政府の取組みとして推進することが決定され、これを受けて平成14年9月に「都市と農山漁村の共生・対流に関するプロジェクトチーム」が設置された。